# Nemesia arenicola
Nemesia arenicola là một loài nhện trong họ Nemesiidae.
Nemesia arenicola được miêu tả năm 1902 bởi Simon.